# Nazionale maschile under 18 di calcio della Polonia
La nazionale di calcio polacca U-18 è la rappresentativa calcistica Under-18 della Polonia ed è posta sotto l'egida della PZPN. Nella gerarchia delle Nazionali calcistiche giovanili polacche è posta prima della nazionale Under-19 e dopo la nazionale Under-17.